# Axel Ruhe
Axel Henrik Vilhelm Ruhe, född 14 oktober 1942 i Jönköping, död 4 april 2015 under en resa i Jämtland, men boende i Stockholm, var en svensk matematiker.
Ruhe, som var son till häradshövding Sven Ruhe och Yvonne, född Schmidt, sonson till Algot Ruhe och bror till Henrik Ruhe. Han avlade studentexamen i Jönköping 1961 och blev redan följande år filosofie kandidat vid Lunds universitet 1962 på en uppsats som handlade om att simulera IBM 1401 på datorn SMIL. Han var amanuens och assistent på avdelningen för numerisk analys vid Lunds universitet 1962–1970 där hans handledare var Carl-Erik Fröberg. Han blev filosofie licentiat 1968 och disputerade för filosofie doktorsgrad 1970 på avhandlingen Algorithms for the nonsymmetric algebraic eigenvalue problem som behandlade Vera Kublanovskajas "trappstegsalgoritm" för beräkning av Jordans normalform, som då var relativt okänd utanför Sovjetunionen. Denna algoritm för QR-faktorisering kallas numera kort och gott för QR-algoritmen. Ruhe vistades 1969 två månader i Leningrad, var kunnig i ryska och höll kortare anföranden på ryska då han vistades i Ryssland.
År 1969 utgav han tillsammans med Sten Henriksson och Kenneth Nilsson en Lärobok i COBOL under pseudonymen Anna Lysegård.
Olika metoder för linjär algebra i synnerhet matrisfaktorisering med hjälp av egenvärden, och minstakvadratmetoden kom att bli huvudtemat för hans akademiska karriär.
Han tog efter disputationen tjänst som universitetslektor vid Umeå universitet 1970 och utnämndes sedermera till professor i informationsbehandling, särskilt numerisk analys, vid Umeå universitet 1975–1983 där forskningsinriktningen fortsatt var trappstegsalgoritmen och implementationer av Jordans normalform. En av hans studenter var Bo Kågström som utarbetade algoritmer och Fortran-program för Jordans normalform, och han samarbetade även med Per-Åke Wedin och publicerade en ofta citerad artikel om Gauss–Newtons metod för ickelinjära minstakvadratproblem. År 1977-1978 var han gästforskare vid Stanford University i USA. År 1982 arrangerade han konferensen Matrix Pencils vid Pite havsbad.
Därefter verkade han som professor i numerisk analys vid Chalmers tekniska högskola 1983-2001. Hans arbete kom här fortsatt att inriktas på ickelinjära egenvärdesproblem, som han bland annat utförde i samarbete med sin student Jacques Huitfeldt, och han ägnade även allt mer tid åt Lanczos algoritm för spektraltransformation vilket resulterade i programpaketet STLM i samarbete med Thomas Ericsson. Han studerade även Aleksej Krylovs krylovmetod för hantering av glesa matriser och kunde i en artikel från 1984 visa att PLS-metoden (partial least squares) som utvecklats av Herman Wold var ekvivalent mot krylovmetoden. Dessa och andra numeriska metoder har sammantaget haft betydelse för bland annat implementationer av finita elementmetoden.
Tillsammans med Katarina Blom visade han hur ett fåtal steg av Golub-Kahans variant av QR-algoritmen kunde ge snabbare resultat än betydligt komplexare SVD-metoden (Singular Value Decomposition).
På Chalmers avancerade Ruhe till dekan för sektionen för matematik och naturvetenskap och deltog i planeringen när Matematiskt centrum byggdes. År 1994–1995 var han gästforskare på UC Berkeley i Kalifornien.
År 2000 publicerade han tillsammans med fem andra redaktörer och 25 författare en monografi om egenvärdesproblem med titeln Templates for the Solution of Algebraic Eigenvalue Problems: a Practical Guide.
Han blev efter sina år vid Chalmers professor vid Kungliga Tekniska högskolan från 2001 till pensioneringen 2007 och därefter aktiv professor emeritus. År 2003 blev han redaktör för tidskriften BIT Numerical Mathematics. Han var ledamot av Kungliga Vetenskaps- och Vitterhetssamhället i Göteborg och aktiv i Kristna Fredsrörelsen (IFOR).
Ruhe var 1968–1982 gift med legitimerad sjukgymnast Gudrun Lindberg med vilken han hade tre barn och därefter med arkitekt Gunlaug Östbye. Han är gravsatt i minneslund på Skogskyrkogården i Stockholm.